# Буссевка
Бу́ссевка — село в Спасском районе Приморского края, входит в состав Хвалынского сельского поселения.

## Этимология
Село названо в честь Фёдора Фёдоровича Буссе (1838—1897), географа, исследователя Дальнего Востока.

## География
Село Буссевка стоит на правом берегу реки Одарка.
Село Буссевка расположено вблизи перекрёстка автотрассы «Уссури» и автодороги Спасск-Дальний — Яковлевка — Варфоломеевка. На север от Буссевки идёт дорога местного значения к селу Константиновка.
Расстояние до Спасска-Дальнего около 12 км.

## Население
| 1900 | 1912 | 1926 | 2002 | 2003 | 2010 |
| ---- | ---- | ---- | ---- | ---- | ---- |
| 310  | ↗510 | ↗953 | ↘782 | ↘752 | ↘653 |

## Улицы
| - ул. Борисова, - ул. Весенняя, - ул. Деркача, - ул. Молодёжная, | - пер. Пионерский, - ул. Светлая, - ул. Советская, - пер. Совхозный, | - пер. Строительный, - ул. Трудовая, - пер. Школьный. |

## Экономика
Сельскохозяйственные предприятия Спасского района.